# Muneville-le-Bingard
Muneville-le-Bingard é uma comuna francesa na região administrativa da Normandia, no departamento Mancha. Estende-se por uma área de 20 km². Em 2010 a comuna tinha 706 habitantes (densidade: 35,3 hab./km²).